# 前田紘孝
前田 紘孝（まえだ ひろたか、1980年4月6日 - 2019年1月）は、日本の映画プロデューサー。元俳優。エンターテインメント創出会社「株式会社SOUL AGE」代表取締役を務めていた。北海道函館市生まれ。

## 来歴
大阪府立市岡高等学校から東京都立大学経済学部入学後、芸能事務所のオーディションを受け、1000人中2人の合格者の1人となる。2001年に矢口史靖監督作品『ウォーターボーイズ』に出演。主演の妻夫木聡と生涯に渡る親交を持つようになる。
その後俳優を引退して金融機関で経験を積み、2010年に「株式会社SOUL AGE」を設立し、代表取締役に就任。映画プロデューサーとして、複数の作品を手がける。
2014年にプロデュースした作品、『そこのみにて光輝く』はキネマ旬報ベスト・テンの第一位に選出されたほか、モントリオール世界映画祭にて呉美保監督が最優秀監督賞を受賞。また、この作品の演技で池脇千鶴が第9回アジア・フィルム・アワードで最優秀助演女優賞を受賞した。
2019年1月、死去が報じられる。報道によると正月に妻との連絡を絶ち、捜索願が出されたのち、1月6日に事務所のスタッフによって死亡しているのが発見された。心筋梗塞による突然死とみられている。
前田の死去から間もない2019年2月12日に、SOUL AGEは東京地方裁判所より破産開始決定を受けた。決定時の報道では、前田は2012年3月末に取締役を退任している。

## プロデュースした作品
- 『海炭市叙景』（2010年） - 製作[5]
- 『ピュ〜ぴる』（2011年） - プロデューサー
- 『そこのみにて光輝く』（2014年） - エグゼクティブ・プロデューサー[6]
- 『神様はバリにいる』（2015年） - プロデューサー[7]
- 『死んだ目をした少年』（2015年） - エグゼクティブ・プロデューサー[8]
- 『東京の日』（2015年） - プロデューサー[9]
- 『つむぐもの』（2016年） - エグゼクティブ・プロデューサー[10]
- 『STAR SAND-星砂物語-』（2017年） - エグゼクティブ・プロデューサー[11]